# Stari Šepelyči
Stari Šepelyči (ua.: Старі Шепеличі) je bývalá obec na Ukrajině.
Nachází se v uzavřené černobylské zóně Ivanovského rajónu Kyjevské oblasti 25 kilometrů od sídla Černobyl a 8 kilometrů od města Pripjať. Do havárie Jaderné elektrárny Černobyl byla obec Stari Šepelyči administrativně podřízena Černobylskému rajónu.
Ve vesnici fungovala střední škola, klub a knihovna. Využívalo se 2,4 tisíc hektarů zemědělské půdy, včetně 1,3 tisíce ha orné půdy.
V roce 1986 byla kvůli silnému radioaktivnímu zamoření obec evakuována a obyvatelstvo Stari Šepelyči přesídleno do jiných oblastí Ukrajiny. Soudě podle odtržení kalendářů, které zůstávají v opuštěných domech civilního obyvatelstva, bylo vystěhováni prováděno 3. května 1986.
V roce 1999 byla obec nakonec vyškrtnuta kvůli nedostatku lidí.